# Delfino Pescara 1936 2024-2025
Questa voce raccoglie le informazioni riguardanti il Delfino Pescara 1936 nelle competizioni ufficiali della stagione 2024-2025.

## Divise e sponsor
Lo sponsor tecnico per la stagione 2024-2025 è Joma, gli sponsor ufficiali sono Cata Group, Betwin360 e CSA Costruzioni. Gli sleeve sponsor sono Confezioni Mario De Cecco e Adriamed mentre il back sponsor è Faieta Motors.

## Organigramma societario
Aggiornato al 30 ottobre 2024.
Area direttiva
- Presidente: Daniele Sebastiani
- Vice Presidente: Gabriele Bankowski
- Presidente Onorario: Vincenzo Marinelli
- Consigliere: Roberto Druda
- Segretario Generale: Luigi Gramenzi
- Segretario Sportivo: Fabrizio D’Ortenzio

Area comunicazione e marketing
- Responsabile Comunicazione: Massimo Mucciante
- Addetto Stampa: Andrea Mazzetti
- Responsabile Marketing: Pietro Falconio

Area sportiva
- Direttore Sportivo: Pasquale Foggia

Area tecnica
- Team Manager: Francesco Troiano
- Allenatore: Silvio Baldini
- Allenatore in seconda: Mauro Nardini
- Preparatore dei Portieri: Stefano Pardini
- Match Analyst e Collaboratore Tecnico: Diego Labricciosa
- Collaboratore Tecnico: Mattia Baldini

Area sanitaria
- Medici Sociali: Emanuela Spada, Angelo Circolone, Lorenzo Mazzocchetti
- Consulenti Sanitari: Gabriele Tavolieri, Stefano Guarracini
- Fisioterapisti: Marco Rossi, Andrea Giannini, Rocco Trivarelli
- Preparatori Atletici: Carlo Cavasinni, Alessandro Moriconi

Settore Giovanile
- Presidente Settore Giovanile: Marco Tortora
- Direttore Settore Giovanile: Antonio Bocchetti
- Coordinatore Settore Giovanile e Scuola Calcio: Angelo Londrillo

## Rosa
Rosa aggiornata al 30 ottobre 2024.
| N. |                    | Ruolo | Calciatore         |
| -- | ------------------ | ----- | ------------------ |
| 1  | Italia (bandiera)  | P     | Ivan Saio          |
| 2  | Italia (bandiera)  | D     | Mario Piga         |
| 3  | Italia (bandiera)  | D     | Davide Giannini    |
| 6  | Italia (bandiera)  | C     | Niccolò Squizzato  |
| 7  | Italia (bandiera)  | C     | Lorenzo Meazzi     |
| 8  | Italia (bandiera)  | C     | Matteo Dagasso     |
| 9  | Italia (bandiera)  | A     | Edoardo Vergani    |
| 10 | Italia (bandiera)  | A     | Davide Merola      |
| 11 | Italia (bandiera)  | A     | Gianmarco Cangiano |
| 12 | Italia (bandiera)  | P     | Tommaso Zandri     |
| 12 | Italia (bandiera)  | P     | Nicolò Profeta     |
| 13 | Italia (bandiera)  | D     | Riccardo Brosco    |
| 14 | Italia (bandiera)  | C     | Luca Valzania      |
| 15 | Italia (bandiera)  | A     | Riccardo Tonin     |
| 16 | Italia (bandiera)  | D     | Carlo Crialese     |
| 17 | Estonia (bandiera) | C     | Georgi Tunjov      |

| N. |                      | Ruolo | Calciatore                |
| -- | -------------------- | ----- | ------------------------- |
| 19 | Italia (bandiera)    | A     | Luca Sasanelli            |
| 20 | Italia (bandiera)    | C     | Accursio Bentivegna       |
| 21 | Italia (bandiera)    | A     | Andrea Ferraris           |
| 22 | Italia (bandiera)    | P     | Alessandro Plizzari       |
| 23 | Italia (bandiera)    | D     | Filippo Pellacani         |
| 24 | Italia (bandiera)    | D     | Angelo Preta              |
| 25 | Moldavia (bandiera)  | D     | Cornelius Staver          |
| 26 | Italia (bandiera)    | C     | Lorenzo Lonardi           |
| 27 | Italia (bandiera)    | D     | Brando Moruzzi            |
| 28 | Italia (bandiera)    | C     | Antonino De Marco         |
| 29 | Italia (bandiera)    | A     | Antonio Palumbo           |
| 30 | Italia (bandiera)    | C     | Giuseppe Rocco Saccomanni |
| 33 | Italia (bandiera)    | D     | Erasmo Mulè               |
| 33 | Italia (bandiera)    | C     | Simone Franchini          |
| 40 | Australia (bandiera) | A     | Antonio Arena             |
| 77 | Italia (bandiera)    | D     | Edoardo Pierozzi          |

## Calciomercato

### Sessione estiva(dall'1/7 all'1/9)
| Acquisti | Acquisti            | Acquisti        | Acquisti      |
| R.       | Nome                | da              | Modalità      |
| -------- | ------------------- | --------------- | ------------- |
| P        | Mattia Barretta     | Notaresco       | fine prestito |
| P        | Alessandro Plizzari | Venezia         | prestito      |
| P        | Ivan Saio           | Sampdoria       | definitivo    |
| D        | Carlo Crialese      | Crotone         | definitivo    |
| D        | Davide Di Pasquale  | Arezzo          | definitivo    |
| D        | Erasmo Mulè         | Avellino        | prestito      |
| D        | Edoardo Pierozzi    | Fiorentina      | prestito      |
| D        | Mario Piga          | Real Casalnuovo | definitivo    |
| C        | Accursio Bentivegna | Juve Stabia     | definitivo    |
| C        | Simone Franchini    | Padova          | definitivo    |
| C        | Lorenzo Lonardi     | Südtirol        | prestito      |
| C        | Denis Manu          | Pineto          | fine prestito |
| C        | Luca Valzania       | Cremonese       | definitivo    |
| A        | Andrea Ferraris     | Monza           | definitivo    |
| A        | Aristidi Kolaj      | Sorrento        | fine prestito |
| A        | Facundo Lescano     | Triestina       | fine prestito |
| A        | Davide Merola       | Empoli          | definitivo    |
| A        | Christian Tommasini | Monopoli        | fine prestito |
| A        | Riccardo Tonin      | Juve Stabia     | definitivo    |

| Cessioni | Cessioni                  | Cessioni           | Cessioni      |
| R.       | Nome                      | a                  | Modalità      |
| -------- | ------------------------- | ------------------ | ------------- |
| P        | Mattia Barretta           | Pineto             | definitivo    |
| P        | Manuel Gasparini          | Potenza            | fine prestito |
| P        | Alessandro Plizzari       | Venezia            | definitivo    |
| D        | Davide Di Pasquale        | Crotone            | definitivo    |
| D        | Romano Floriani Mussolini | Lazio              | fine prestito |
| D        | Ivan Mesík                | Heracles Almelo    | definitivo    |
| D        | Lorenzo Milani            | Heracles Almelo    | definitivo    |
| D        | Roberto Pierno            | Campobasso         | prestito      |
| D        | Mario Piga                | Lumezzane          | prestito      |
| C        | Salvatore Aloi            | Ternana            | definitivo    |
| C        | Simone Franchini          | Gubbio             | definitivo    |
| C        | Denis Manu                | Union Clodiense CS | definitivo    |
| A        | Federico Accornero        | Genoa              | fine prestito |
| A        | Andrea Capone             |                    | svincolato    |
| A        | Luigi Cuppone             | Audace Cerignola   | definitivo    |
| A        | Aristidi Kolaj            | Crotone            | definitivo    |
| A        | Facundo Lescano           | Triestina          | definitivo    |
| A        | Michele Masala            | Giugliano          | definitivo    |
| A        | Davide Merola             | Empoli             | fine prestito |
| A        | Luca Sasanelli            | Lucchese           | prestito      |
| A        | Christian Tommasini       | Gubbio             | definitivo    |

### Sessione invernale(dal 1/1 al 31/1)
| Acquisti | Acquisti | Acquisti | Acquisti |
| R.       | Nome     | da       | Modalità |
| -------- | -------- | -------- | -------- |

| Cessioni | Cessioni | Cessioni | Cessioni |
| R.       | Nome     | a        | Modalità |
| -------- | -------- | -------- | -------- |

## Risultati

### Serie C

#### Girone di andata
| Arbitro: | Rinaldi (Bassano del Grappa) |

|             |           |                            |
| Carboni 61’ | Marcatori | 41’ Bentivegna 63’ Dagasso |

| Arbitro: | Vogliacco (Bari) |

|                           |           |                         |
| Ferraris 78’ Cangiano 89’ | Marcatori | 32’ Scotto 90+5’ Masala |

| Arbitro: | Vergaro (Bari) |

|  |           |              |
|  | Marcatori | 85’ Ferraris |

| Arbitro: | Angelillo (Nola) |

|                                     |           |            |
| Ferraris 49’ Pacciardi 90+5’ (aut.) | Marcatori | 1’ Mignani |

| Pescara 23 settembre 2024, ore 20:30 CEST 5ª giornata | Pescara                   | 0 – 0 referto | Perugia | Stadio Adriatico-Giovanni Cornacchia (6 297 spett.)\| Arbitro: \| Di Francesco (Ostia Lido) \| |
| Arbitro:                                              | Di Francesco (Ostia Lido) |               |         |                                                                                                |

| Arbitro: | Madonia (Palermo) |

|  |           |              |
|  | Marcatori | 57’ Valzania |

| Arbitro: | Turrini (Firenze) |

|                         |           |               |
| De Marco 65’ Brosco 80’ | Marcatori | 76’ Saporetti |

| Arbitro: | Ubaldi (Roma) |

|             |           |                            |
| Corazza 55’ | Marcatori | 19’ Vergani 57’ Bentivegna |

| Arbitro: | Rinaldi (Bassano del Grappa) |

|                                                        |           |           |
| Pierozzi 8’ Tonin 32’ Merola 35’ Bartesaghi 64’ (aut.) | Marcatori | 53’ Turco |

| Arbitro: | De Angeli (Milano) |

|  |           |            |
|  | Marcatori | 75’ Brosco |

| Arbitro: | Allegretta (Molfetta) |

|              |           |                                          |
| Magnaghi 74’ | Marcatori | 1’ (aut.) Palmisani 31’ Merola 38’ Tonin |

| Arbitro: | Luongo (Napoli) |

|                           |           |            |
| Merola 39’ De Marco 90+5’ | Marcatori | 68’ Pietra |

| Arbitro: | Castellone (Napoli) |

|                  |           |  |
| Obinna Okoro 61’ | Marcatori |  |

| Arbitro: | Di Reda (Molfetta) |

|            |           |  |
| Tunjov 77’ | Marcatori |  |

| Arezzo 17 novembre 2024, ore 15:30 CET 15ª giornata | Arezzo           | 0 – 0 referto | Pescara | Stadio Città di Arezzo (3 681 spett.)\| Arbitro: \| Lovison (Padova) \| |
| Arbitro:                                            | Lovison (Padova) |               |         |                                                                         |

| Arbitro: | Gianquinto (Parma) |

|  |           |                       |
|  | Marcatori | 55’ (rig.) Bruzzaniti |

| Arbitro: | Mastrodomenico (Matera) |

|              |           |                         |
| Rocchi 90+1’ | Marcatori | 60’ Merola 73’ Ferraris |

| Arbitro: | Cerbasi (Arezzo) |

|  |           |                |
|  | Marcatori | 56’ Franzolini |

| Arbitro: | Ramondino (Palermo) |

|                         |           |                 |
| Forte 5’ Di Nardo 90+4’ | Marcatori | 59’, 67’ Merola |

#### Girone di ritorno
| Pescara 22 dicembre 2024, ore 19:30 CET 20ª giornata | Pescara          | 0 – 0 referto | Ternana | Stadio Adriatico-Giovanni Cornacchia (11 844 spett.)\| Arbitro: \| Zanotti (Rimini) \| |
| Arbitro:                                             | Zanotti (Rimini) |               |         |                                                                                        |

| Arbitro: | Calzavara (Varese) |

|            |           |  |
| Varela 40’ | Marcatori |  |

| Pescara 11 gennaio 2025, ore 17:30 CET 22ª giornata | Pescara            | 0 – 0 referto | Rimini | Stadio Adriatico-Giovanni Cornacchia (3 319 spett.)\| Arbitro: \| Gauzolino (Torino) \| |
| Arbitro:                                            | Gauzolino (Torino) |               |        |                                                                                         |

| Arbitro: | Milone (Taurianova) |

|                                   |           |                            |
| Mignani 25’ Proietto 38’ Frey 88’ | Marcatori | 63’ Bentivegna 75’ Dagasso |

| Perugia 26 gennaio 2025, ore 15:00 CET 24ª giornata | Perugia                 | 0 – 0 referto | Pescara | Stadio Renato Curi (4 017 spett.)\| Arbitro: \| Mastrodomenico (Matera) \| |
| Arbitro:                                            | Mastrodomenico (Matera) |               |         |                                                                            |

| Arbitro: | Allegretta (Molfetta) |

|             |           |                    |
| Dagasso 40’ | Marcatori | 6’ (rig.) Franzoni |

| Arbitro: | Di Francesco (Ostia Lido) |

|             |           |                          |
| Panelli 18’ | Marcatori | 33’ Dagasso 60’ Pierozzi |

| Arbitro: | Rinaldi (Bassano del Grappa) |

|              |           |                              |
| Pierozzi 26’ | Marcatori | 52’ D'Uffizi 90+1’ Gagliardi |

| Arbitro: | Angelillo (Nola) |

|                       |           |                                              |
| Camarda 6’ Coubiș 56’ | Marcatori | 18’ (rig.) Bentivegna 70’ Brosco 87’ Lancini |

| Arbitro: | Poli (Verona) |

|                |           |              |
| Bentivegna 29’ | Marcatori | 51’ D'Orazio |

| Arbitro: | Restaldo (Ivrea) |

|                                          |           |             |
| Valzania 57’, 63’ Ferraris 71’ Arena 74’ | Marcatori | 58’ Selvini |

| Arbitro: | Leone (Barletta) |

|  |           |                                |
|  | Marcatori | 31’, 71’ Ferraris 77’ Cangiano |

| Arbitro: | Diop (Treviglio) |

|                          |           |                             |
| Ferraris 24’ Lancini 79’ | Marcatori | 58’ Peixoto 77’ Pucciarelli |

| Arbitro: | Ramondino (Palermo) |

|                                             |           |            |
| Valentini 18’ Podda 44’ Clemenza 49’ (rig.) | Marcatori | 20’ Meazzi |

| Arbitro: | Luongo (Napoli) |

|  |           |                  |
|  | Marcatori | 90+1’ Tavernelli |

| Arbitro: | Grasso (Ariano Irpino) |

|            |           |  |
| Chakir 81’ | Marcatori |  |

| Arbitro: | Mirabella (Napoli) |

|                         |           |  |
| Ferraris 38’ Brosco 43’ | Marcatori |  |

| Arbitro: | Manzo (Torre Annunziata) |

|              |           |                              |
| Spalluto 84’ | Marcatori | 15’ Ferraris 86’, 88’ Merola |

| Arbitro: | Leone (Barletta) |

|                               |           |  |
| Merola 5’ Bentivegna 18’, 40’ | Marcatori |  |

### Serie C (Play-off)
Fase preliminare
| Arbitro: | Sacchi (Macerata) |

|                        |           |             |
| Pierozzi 6’ Merola 16’ | Marcatori | 78’ Bacchin |

Fase nazionale
| Arbitro: | Zanotti (Rimini) |

|  |           |            |
|  | Marcatori | 86’ Merola |

| Arbitro: | Ancora (Roma) |

|           |           |                               |
| Tonin 79’ | Marcatori | 72’ Di Gennaro 90+6’ Montalto |

| Arbitro: | De Angeli (Milano) |

|                           |           |                                                        |
| Orellana 12’ Nicastro 15’ | Marcatori | 32’ Meazzi 49’ Ferraris 90+2’ Letizia 90+9’ Bentivegna |

| Arbitro: | Mirabella (Napoli) |

|                        |           |  |
| Tonin 44’ Ferraris 84’ | Marcatori |  |

| Arbitro: | Turrini (Firenze) |

|             |           |                                |
| Cuppone 86’ | Marcatori | 66’, 72’ Meazzi 83’, 88’ Tonin |

| Arbitro: | Mastrodomenico (Matera) |

|            |           |               |
| Merola 23’ | Marcatori | 36’ Salvemini |

| Arbitro: | Zanotti (Rimini) |

|  |           |             |
|  | Marcatori | 57’ Letizia |

| Arbitro: | Calzavara (Varese) |

|                              |                      |                                      |
|                              | Marcatori            | 76’ de Boer                          |
| Tonin Moruzzi Kraja De Marco | Tiri di rigore 3 – 1 | Ferrante Millico Casasola Donnarumma |

### Coppa Italia Serie C

#### Turni eliminatori
| Arbitro: | Striamo (Salerno) |

|  |           |                              |
|  | Marcatori | 52’ Fabrizi 90+2’ Marrancone |

## Statistiche

### Statistiche di squadra
| Competizione         | Punti | In casa | In casa | In casa | In casa | In casa | In casa | In trasferta | In trasferta | In trasferta | In trasferta | In trasferta | In trasferta | Totale | Totale | Totale | Totale | Totale | Totale | D.R. |
| Competizione         | Punti | G       | V       | N       | P       | Gf      | Gs      | G            | V            | N            | P            | Gf           | Gs           | G      | V      | N      | P      | Gf     | Gs     | D.R. |
| -------------------- | ----- | ------- | ------- | ------- | ------- | ------- | ------- | ------------ | ------------ | ------------ | ------------ | ------------ | ------------ | ------ | ------ | ------ | ------ | ------ | ------ | ---- |
| Serie C              | 57    | 15      | 6       | 6       | 3       | 20      | 13      | 16           | 10           | 3            | 3            | 24           | 14           | 31     | 16     | 9      | 6      | 44     | 27     | +17  |
| Play-off Serie C     | -     | 5       | 2       | 1       | 2       | 6       | 5       | 4            | 4            | 0            | 0            | 10           | 3            | 9      | 6      | 1      | 2      | 17     | 8      | +9   |
| Coppa Italia Serie C | -     | 1       | 0       | 0       | 1       | 0       | 2       | 0            | 0            | 0            | 0            | 0            | 0            | 1      | 0      | 0      | 1      | 0      | 2      | -2   |
| Totale               | -     | 21      | 8       | 7       | 6       | 26      | 20      | 20           | 14           | 3            | 3            | 34           | 17           | 41     | 22     | 10     | 9      | 60     | 37     | +24  |

### Andamento in campionato
| Giornata  | 1 | 2 | 3 | 4 | 5 | 6 | 7 | 8 | 9 | 10 | 11 | 12 | 13 | 14 | 15 | 16 | 17 | 18 | 19 | 20 | 21 | 22 | 23 | 24 | 25 | 26 | 27 | 28 | 29 | 30 | 31 | 32 | 33 | 34 | 35 | 36 | 37 | 38 |
| --------- | - | - | - | - | - | - | - | - | - | -- | -- | -- | -- | -- | -- | -- | -- | -- | -- | -- | -- | -- | -- | -- | -- | -- | -- | -- | -- | -- | -- | -- | -- | -- | -- | -- | -- | -- |
| Luogo     | T | C | T | C | C | T | C | T | C | T  | T  | C  | T  | C  | T  | C  | T  | C  | T  | C  | T  | C  | T  | T  | C  | T  | C  | T  | C  | C  | T  | C  | T  | C  | T  | C  | T  | C  |
| Risultato | V | N | V | V | N | V | V | V | V | V  | V  | V  | P  | V  | N  | P  | V  | P  | N  | N  | P  | N  | P  | N  | N  | V  | P  | V  | N  | V  | V  | N  | P  | P  | P  | V  | V  | V  |
| Posizione | 1 | 3 | 5 | 2 | 1 | 1 | 1 | 1 | 1 | 1  | 1  | 1  | 1  | 1  | 1  | 1  | 1  | 1  | 1  | 1  | 3  | 4  | 5  | 5  | 5  | 4  | 5  | 5  | 4  | 4  | 4  | 3  | 4  | 4  | 4  | 4  | 4  | 4  |

Legenda:

Luogo: C = Casa; T = Trasferta. Risultato: V = Vittoria; N = Pareggio; P = Sconfitta.

### Statistiche dei giocatori
Sono in corsivo i calciatori che hanno lasciato la società a stagione in corso.
| Giocatore     | Serie C  | Serie C | Serie C     | Serie C    | Coppa Italia Serie C | Coppa Italia Serie C | Coppa Italia Serie C | Coppa Italia Serie C | Totale   | Totale | Totale      | Totale     |
| Giocatore     | Presenze | Reti    | Ammonizioni | Espulsioni | Presenze             | Reti                 | Ammonizioni          | Espulsioni           | Presenze | Reti   | Ammonizioni | Espulsioni |
| ------------- | -------- | ------- | ----------- | ---------- | -------------------- | -------------------- | -------------------- | -------------------- | -------- | ------ | ----------- | ---------- |
| I. Saio       | 1        | 0       | 0           | 0          | 0                    | 0                    | 0                    | 0                    | 1        | 0      | 0           | 0          |
| D. Giannini   | 0        | 0       | 0           | 0          | 0                    | 0                    | 0                    | 0                    | 0        | 0      | 0           | 0          |
| N. Squizzato  | 11       | 0       | 4           | 1          | 1                    | 0                    | 1                    | 0                    | 12       | 0      | 5           | 1          |
| L. Meazzi     | 7        | 0       | 0           | 0          | 1                    | 0                    | 0                    | 0                    | 8        | 0      | 0           | 0          |
| M. Dagasso    | 13       | 1       | 1           | 0          | 1                    | 0                    | 0                    | 0                    | 14       | 1      | 1           | 0          |
| E. Vergani    | 11       | 1       | 0           | 0          | 1                    | 0                    | 0                    | 0                    | 12       | 1      | 0           | 0          |
| D. Merola     | 10       | 2       | 0           | 0          | 0                    | 0                    | 0                    | 0                    | 10       | 2      | 0           | 0          |
| G. Cangiano   | 13       | 1       | 2           | 0          | 1                    | 0                    | 0                    | 0                    | 14       | 1      | 2           | 0          |
| R. Brosco     | 13       | 2       | 3           | 0          | 1                    | 0                    | 0                    | 0                    | 14       | 2      | 3           | 0          |
| L. Valzania   | 10       | 1       | 1           | 0          | 0                    | 0                    | 0                    | 0                    | 10       | 1      | 1           | 0          |
| R. Tonin      | 8        | 1       | 2           | 0          | 0                    | 0                    | 0                    | 0                    | 8        | 1      | 2           | 0          |
| C. Crialese   | 12       | 0       | 1           | 0          | 0                    | 0                    | 0                    | 0                    | 12       | 0      | 1           | 0          |
| G. Tunjov     | 7        | 1       | 0           | 0          | 1                    | 0                    | 1                    | 0                    | 8        | 1      | 1           | 0          |
| A. Bentivegna | 10       | 2       | 0           | 0          | 1                    | 0                    | 0                    | 0                    | 11       | 2      | 0           | 0          |
| A. Ferraris   | 10       | 3       | 1           | 0          | 1                    | 0                    | 0                    | 0                    | 11       | 3      | 1           | 0          |
| A. Plizzari   | 13       | 0       | 0           | 0          | 1                    | 0                    | 0                    | 0                    | 14       | 0      | 0           | 0          |
| F. Pellacani  | 13       | 0       | 4           | 0          | 1                    | 0                    | 0                    | 0                    | 14       | 0      | 4           | 0          |
| C. Staver     | 5        | 0       | 1           | 0          | 1                    | 0                    | 0                    | 0                    | 6        | 0      | 1           | 0          |
| L. Lonardi    | 7        | 0       | 0           | 0          | 0                    | 0                    | 0                    | 0                    | 7        | 0      | 0           | 0          |
| B. Moruzzi    | 8        | 0       | 3           | 0          | 1                    | 0                    | 1                    | 0                    | 9        | 0      | 4           | 0          |
| A. De Marco   | 9        | 2       | 4           | 0          | 0                    | 0                    | 0                    | 0                    | 9        | 2      | 4           | 0          |
| E. Mulè       | 2        | 0       | 0           | 0          | 0                    | 0                    | 0                    | 0                    | 2        | 0      | 0           | 0          |
| E. Pierozzi   | 9        | 0       | 4           | 0          | 1                    | 0                    | 0                    | 0                    | 10       | 0      | 4           | 0          |
| S. Franchini  | 0        | 0       | 0           | 0          | 1                    | 0                    | 0                    | 0                    | 1        | 0      | 0           | 0          |
| L. Sasanelli  | 0        | 0       | 0           | 0          | 1                    | 0                    | 1                    | 0                    | 1        | 0      | 1           | 0          |
| A. Palumbo    | 0        | 0       | 0           | 0          | 0                    | 0                    | 0                    | 0                    | 0        | 0      | 0           | 0          |
| A. Preta      | 0        | 0       | 0           | 0          | 0                    | 0                    | 0                    | 0                    | 0        | 0      | 0           | 0          |
| G. Saccomanni | 0        | 0       | 0           | 0          | 0                    | 0                    | 0                    | 0                    | 0        | 0      | 0           | 0          |
| C. Iacovo     | 0        | 0       | 0           | 0          | 0                    | 0                    | 0                    | 0                    | 0        | 0      | 0           | 0          |
| T. Zandri     | 0        | 0       | 0           | 0          | 0                    | 0                    | 0                    | 0                    | 0        | 0      | 0           | 0          |
| M. Piga       | 0        | 0       | 0           | 0          | 0                    | 0                    | 0                    | 0                    | 0        | 0      | 0           | 0          |
| A. Arena      | 0        | 0       | 0           | 0          | 0                    | 0                    | 0                    | 0                    | 0        | 0      | 0           | 0          |
| N. Profeta    | 0        | 0       | 0           | 0          | 0                    | 0                    | 0                    | 0                    | 0        | 0      | 0           | 0          |